# Nemenka, Illinți
Nemenka (în ucraineană Неменка) este un sat în orașul raional Illinți din raionul Illinți, regiunea Vinnița, Ucraina.

## Demografie
Componența lingvistică a localității Nemenka
     Ucraineană (98,64%)
     Rusă (1,36%)
Conform recensământului din 2001, majoritatea populației localității Nemenka era vorbitoare de ucraineană (98,64%), existând în minoritate și vorbitori de rusă (1,36%).